# 山之口サービスエリア
山之口サービスエリア（やまのくちサービスエリア）は、宮崎県都城市山之口町にある宮崎自動車道のサービスエリアである。

## 概要
宮崎自動車道最後のSAであるがレストランやガソリンスタンドはなく、一般的なパーキングエリアとほぼ同等の設備となっている。
また、当SA内に山之口スマートインターチェンジが併設されている。利用可能車種はETC搭載の全車種で24時間運用。上下線ともに出入可となっている。

## 道路
- E10 宮崎自動車道

## 施設

### 上り線（えびの方面）
- 駐車場
  - 大型6台
  - 小型58台
  - 二輪4台
  - トレーラー2台
- トイレ
  - 男性 大3（和式1・洋式2）・小10
  - 女性 10（和式1・洋式9）
  - 車椅子用 1
- 給電スタンド（24時間）
- ウェルカムゲート
  - 駐車場
- スナック（8:00 - 19:00）
- ショッピング（8:00 - 19:00）
- 自動販売機
- 携帯電話充電器（8:00 - 19:00）
- 郵便ポスト（山之口郵便局）

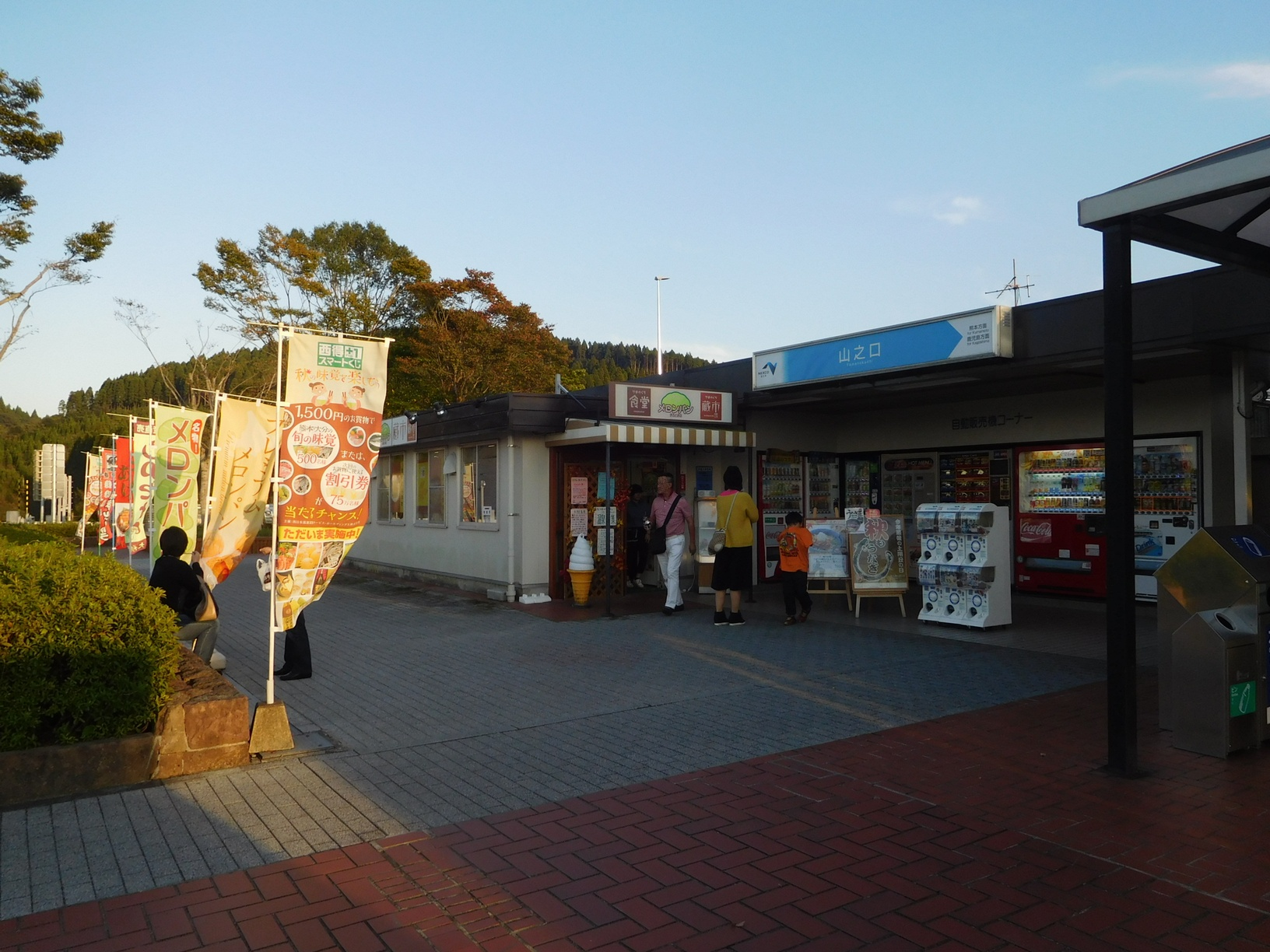
建て替え前の上り線施設（2016年）
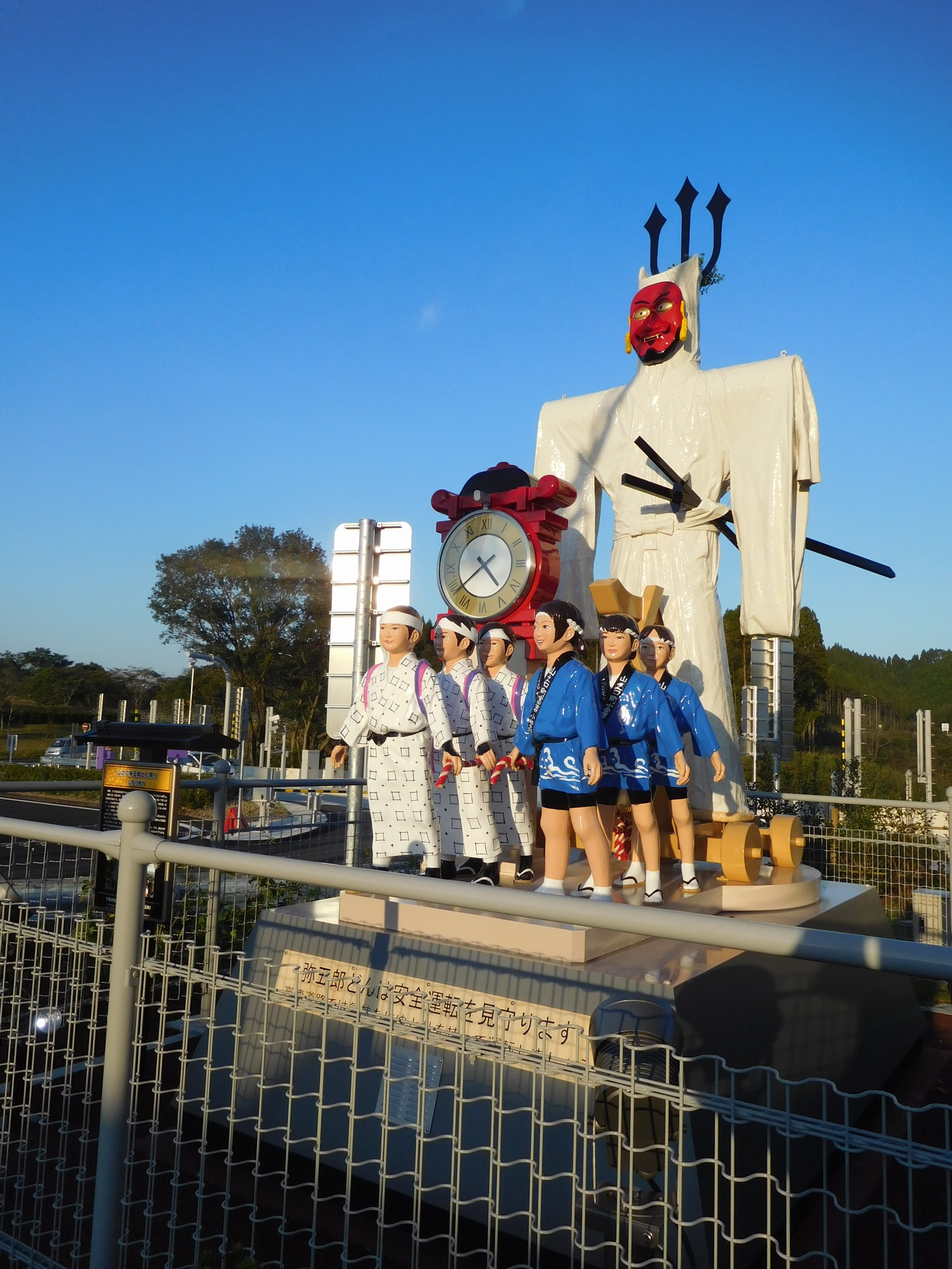
弥五郎どんのしかけ時計（上り線、2016年11月設置）
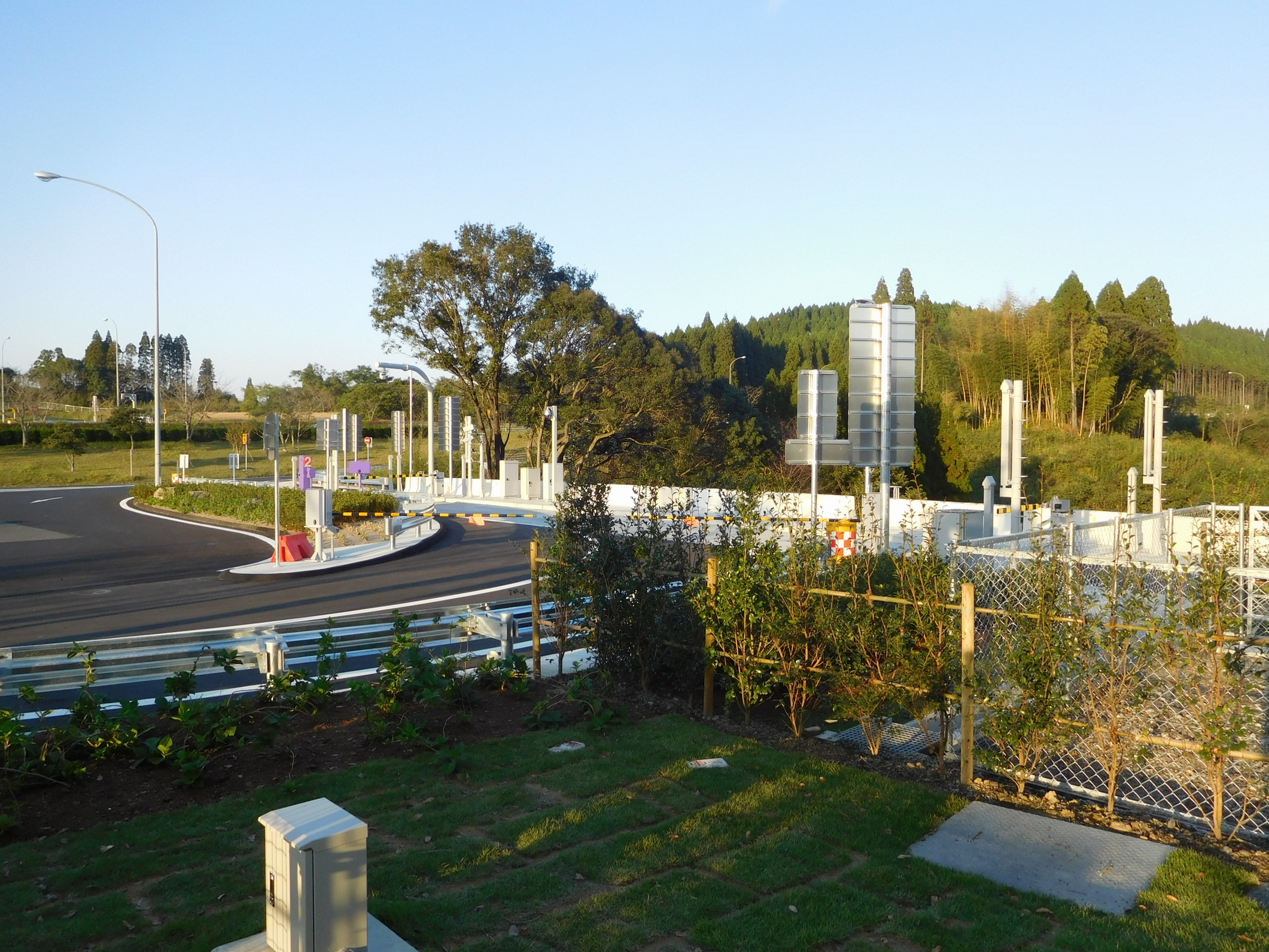
山之口スマートインターチェンジ・上り線（えびの方面）出口

### 下り線（宮崎方面）
- 駐車場
  - 大型6台
  - 小型58台
  - 二輪4台
  - トレーラー2台
- トイレ
  - 男性 大3（和式1・洋式2）・小10
  - 女性 10（和式1・洋式9）
  - 車椅子用 1
- 給電スタンド（24時間）
- ウェルカムゲート
  - 駐車場
- スナック（8:00 - 19:00）
- ショッピング（8:00 - 19:00）
- 自動販売機

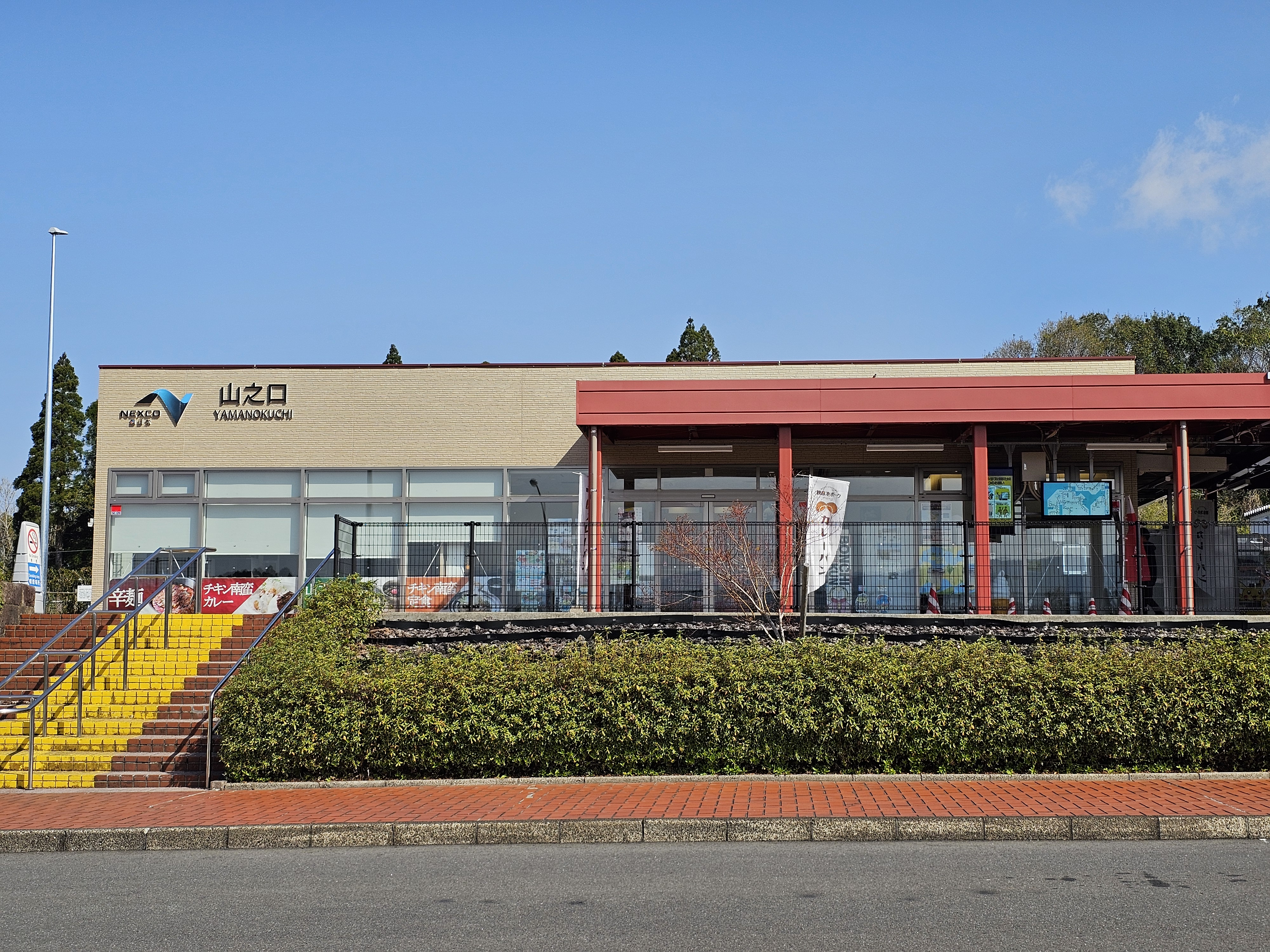
下り線売店（2025年）

- 携帯電話充電器（8:00 - 19:00）
- 郵便ポスト（山之口郵便局）

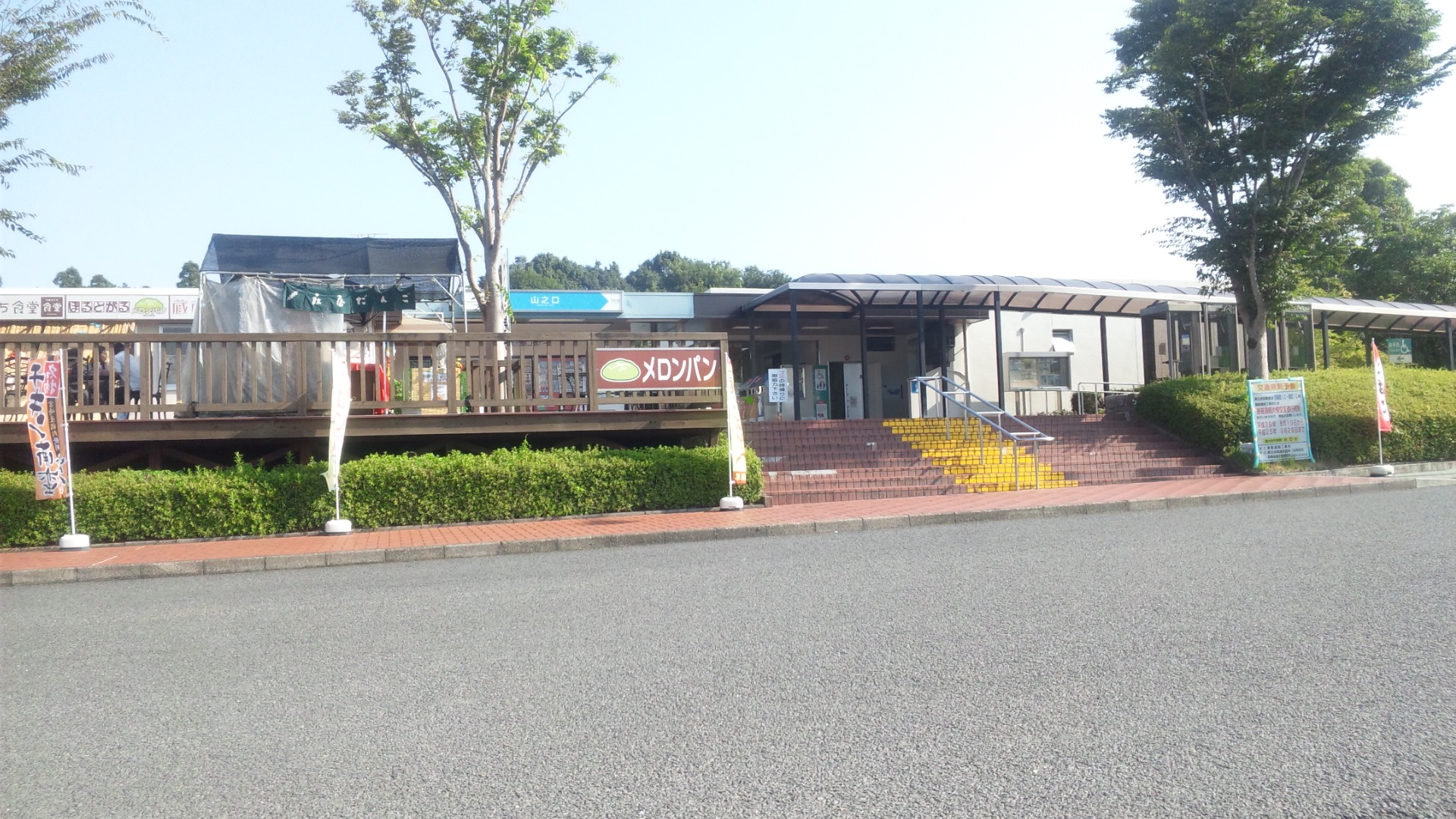
建て替え前の下り線施設（2013年）
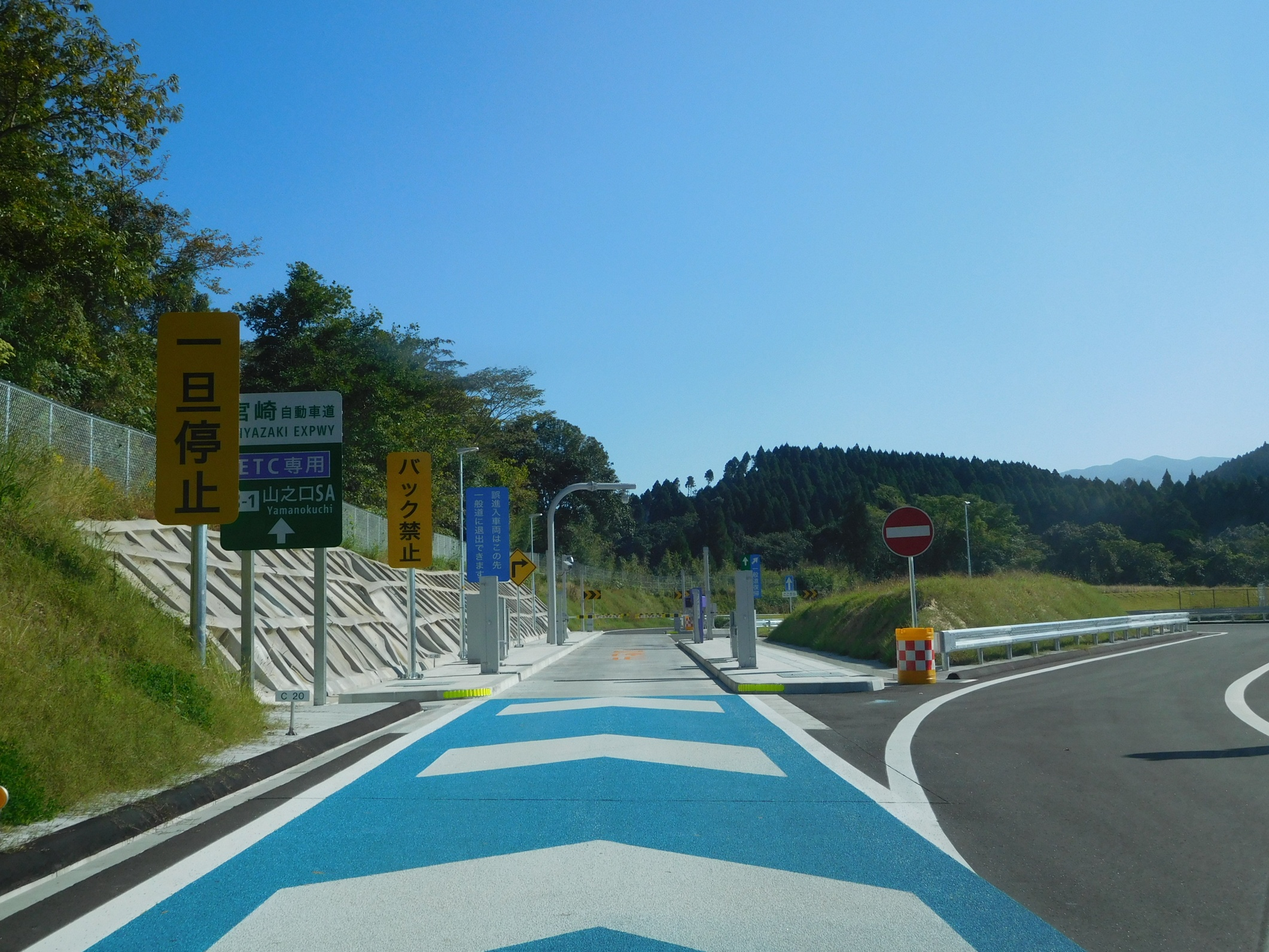
山之口スマートインターチェンジ・下り線（宮崎方面）入口

## 沿革
- 1981年（昭和56年）10月29日 : 都城IC - 宮崎IC間の開通に伴い供用開始。
- 2016年（平成28年）9月24日 : スマートインターチェンジが供用開始。
- 2019年（令和元年）6月1日 : 上下線ともにリニューアルオープンし[2]、売場面積が約1.5倍に広がった[2]。
- 2020年（令和2年）
  - 1月18日 : 一般道からでも施設が利用できる「ウェルカムゲート」を設置[3]。
  - 1月20日 - 3月末（予定） : 宮崎大学、九州アイランドワークとともに、全国初となるSA内コワーキングスペース設置の社会実験「KIW-Workbox山之口SA」を実施[4]。

## 隣
E10 宮崎自動車道
(3)都城IC - 高城BS - (3-1)山之口SA/SIC - (4)田野IC